# Брачки канал
Брачки канал је морски канал, који се налази у Јадранском мору. Пружа се између копна и острва Брача.
На југоистоку је омеђен цртом од рта Свети Рок (Брач), до светионика у макарској луци, а на северозападу цртом од Стобреча до рта Гомилце на северозападној обали острва.
Најужи је (5 km) између Пучишћа на Брачу и копнене обале, а најшири (13 km) у најзападнијем делу. Подморје Брачког канала спушта се од запада, дубине 45—55 m, према истику дубине 65—75 m, достижући у том делу, јужно од Вруље и највећу дубину (78 m). Подморски гребени јављају се у источном делу који се издижу 10—15 m изнад околног дна.
Копнена обала је стрма и део плитке обале, до 10 m дубине, врло је узак на највећем делу каналких обала, посебно у обалном подручју омишке Динаре. Река Цетина на ушћу код Омиша наталожила је у дужини од 4 km (од Омиша до Дугог Рата) кречњачки песак и створила плићак (дубине до 1 метар), који се пружа до 800 m од обале. То је највеће експлоатационо подручје грађевинског песка на хрватској обали. Уз обалу се налази велики број вруља, од којих је најснажнија она на локалитету званом Вруља (код Брела). У каналу преоладавају ветрови са севера и југа.
Од 1970. положене су на дно Брачког кнала подморске водоводне цеви између Дугог Рата и увале Трстена код Постира на Брачу, којима је цело острво добило свежу воду из реке Цетине, а ускоро острва Шолта и Хвар.
Преко канала иду трајектне везе Сплит—Супетар и Макарска—Сумартин.